# مطار أبوالغراديق
مطار أبو الغراديق هو مطار مصري متخصص يقع في محافظة مرسي مطروح جنوب مدينة العلمين، وهو مطار متخصص في أعمال البترول والثروة المعدنية، تم إنشاء مطار أبو الغراديق عام 2011 لكي يخدم المنطقة الصناعية الخاصة بالتنقيب والبحث عن البترول والغاز الطبيعي والثروة المعدنية في منطقة أبو الغراديق يقع المطار علي خطي طول وعرض 27.0263779, 30.7263428 جنوب مدينة العلمين.